# آدام روترمل
آدام روترمل (مجاری: Ádám Rothermel؛ زادهٔ ۱۴ ژوئن ۱۹۴۸) بازیکن فوتبال اهل مجارستان بود.
از باشگاه‌هایی که در آن بازی کرده‌است می‌توان به باشگاه فوتبال اوی‌پشت اشاره کرد.
وی به‌همراه تیم ملی فوتبال مجارستان در بازی‌های المپیک تابستانی ۱۹۷۲ شرکت کرده‌است.